# Ken Frost
Ken Frost (né le 15 février 1967 à Rødovre) est un coureur cycliste danois. Spécialiste de la poursuite par équipes, il a été médaillé de bronze de la discipline aux Jeux olympiques de 1992 à Barcelone avec Klaus Kynde, Jimmi Madsen et Jan Bo Petersen. Son frère aîné Dan Frost fut également coureur cycliste.

## Palmarès sur piste

### Jeux olympiques
- Séoul 1988
  - 8e de la poursuite par équipes
- Barcelone 1992
  -  Médaillé de bronze de la poursuite par équipes (avec Klaus Kynde, Jimmi Madsen et Jan Bo Petersen)

### Championnats du Danemark
- Champion du Danemark de poursuite juniors : 1985
- Champion du Danemark de poursuite par équipes juniors : 1985
- Champion du Danemark de poursuite par équipes amateurs : 1987, 1988, 1989 et 1993
- Champion du Danemark de course aux points amateurs : 1988, 1990 et 1993

## Palmarès sur route
- 1985
  - International 3-Etappen-Rundfahrt der Rad-Junioren
- 1990
  - 2e du championnat du Danemark du contre-la-montre par équipes